# Ford Trimotor
El Ford Trimotor, conegut com a Tin Goose ("oca de llauna" en anglès), va ser un avió de transport civil trimotor que va començar a fabricar-se el 1925 per la Ford Motor Company i va continuar fins al 7 de juny de 1933, produint-se prop de 200 avions. Va ser un model popular a les forces armades i es va vendre a diversos països. A diferència dels seus automòbils, camions i tractors, Ford no fabricava els motors d'aquests avions. El Trimotor és conegut per ser un dels primers avions que es va utilitzar per crear els vols comercials i ser utilitzats a les primeres aerolínies.

## Història
A la primavera de 1925, Henry Ford, va anunciar l'organització d'una gira d'avions de transport que, amb el nom de Ford Reliability Tour, partiria de la pròpia seu de la companyia (a Dearborn, Míchigan) i travessaria la majoria dels estats de la Unió. Ford estava decidit a introduir-se al camp de l'aviació civil i havia apadrinat aquesta prova per comprovar quin era el millor avió de transport comercial. L'holandès Anthony Fokker va redissenyar ràpidament el seu ja famós Fokker F.VII a fi que acceptés tres motors Wright, resultant en el primer Fokker F.VIIA. Portat als Estats Units al juliol de 1925, el Fokker va trobar poca oposició, i va guanyar la prova organitzada per Ford. El fill de Ford, Edsel, va adquirir el Fokker per a l'expedició de Richard E. Byrd al Pol Nord i va convèncer el seu pare que la configuració trimotor d'ala alta era la millor resposta però Fokker no estava interessat a concedir la patent del seu model.
El F.VIIA estava construït amb tubs d'acer, fusta i tela però, després d'assessorar-se convenientment, Ford va concloure, que el futur seria dels avions íntegrament metàl·lics, els all-metall ships de l'època. En lloc de copiar el F.VII, Ford va decidir construir un nou transport trimotor, d'ala alta íntegrament metàl·lic. L'agost de 1925 juntament amb altres 19 inversors, incloent al seu fill Edsel, va adquirir la Stout Metall Airplane Company, dirigida pel dissenyador William B. Stout, que des de 1922, venia construint transports fiables i aerodinàmicament nets, amb motors Liberty, Wright i amb els revestiments exteriors d'alumini Alclad.
Ford va adquirir alguns dels monomotors de Stout i, igual que moltes altres companyies, va intentar aprofitar els avantatges de l'Acta Kelly de 1925, que oferia rutes postals oficials a les empreses privades. El 15 de febrer de 1926 la companyia fundada per Ford, Stout Air Services, va començar a operar a les rutes Detroit-Cleveland i Detroit-Chicago, però Ford estava convençut que el mercat necessitava transports més grans i amb més d'un motor, de manera que va encarregar a Stout que li dissenyés un trimotor.
Stout, en comptes d'aprofitar aquesta ocasió única es va obstinar a utilitzar el seu antic model Stout 3-AT, un avió poc agraciat i bastant simple. De fet, la situació es va precipitar el 17 de gener de 1926 a causa d'un incendi que va destruir l'avió a terra, juntament amb la factoria del Ford Airport. Ford i Stout es van discutir i Stout va abandonar la societat.

## Disseny i desenvolupament
Al febrer de 1926, Ford va decidir tirar endavant un aparell millorat, el Model 4-AT, el disseny del qual es basava en el Model 3-AT però del que diferia en molts detalls, especialment en la cabina, el fuselatge, el tren d'aterratge i la instal·lació dels motors. El reduït equip d'enginyers de Ford que van dissenyar aquest model estava dirigit per Harold Hicks i Tom Towle. El primer dels trimotores de Ford va realitzar el seu vol inaugural l'11 de juny de 1926.
Tot i que alguns dels aeroplans d'ala alta de l'època, presentaven la seva ala muntada sobre el fuselatge, la del Ford adoptava una implantació més baixa, de manera que els seus tres travessers reduïen en certa manera l'altura de la cabina de passatge. Aquests travessers eren del tipus Warren i estaven muntats amb reblons. L'ala de Ford pertanyia a una generació anterior a les ales multitravessers de revestiment resistent dissenyades per John K. Northrop i que es van convertir en la base dels transports Douglas DC de principis dels anys trenta. Així com les Northrop patien pocs problemes de fatiga, les Ford van acusar certa tendència a les fallades estructurals a partir de les 5000 hores de vol.
Igual que la Douglas, l'ala Ford constava de tres seccions i la central, de planta rectangular, formava part integral del fuselatge. Aquest era un voluminós paral·lelepípede que, a diferència dels Fokker, tenia la secció dorsal arrodonida a fi de reduir la resistència aerodinàmica. Els tres motors, que en el Model 4-AT eren Wright J-4 Whirlwind de 200 CV accionant hèlixs bipalas metàl·liques, no portaven ni capós ni carenats. Aquests motors al principi comptaven amb tubs d'escapament curts, però a partir de 1927 s'unien amb un col·lector acabant en un únic tub d'escapament al costat exterior de la góndola. El motor central descarregava els seus gasos a través d'un llarg tub que, en la majoria de les versions, anava gairebé per la meitat de la longitud de la secció ventral del fuselatge. Aquest tub d'escapament estava recobert parcialment per la presa d'aire de la cabina, de manera que aquesta rebia aire calent.
A diferència de molts avions de revestiment resistent apareguts amb posterioritat, les superfícies mòbils de comandament del Ford, igual que la deriva, portaven recobriment metàl·lic. La proa i les superfícies dorsal i ventral del fuselatge estaven revestides amb làmines metàl·liques llises, però la pràctica totalitat de les altres superfícies presentaven un revestiment corrugat, a l'estil Junkers. Les làmines corrugades combinaven un grossor mínim amb una gran resistència a les flexions estructurals i van ser utilitzades pels avions Junkers fins a l'últim dels seus Dj. 52/3m. De fet, després de la Segona Guerra Mundial, i a força de minucioses avaluacions, es va constatar que els revestiments corrugats penalitzaven de forma molt important la resistència aerodinàmica, ja que l'aire difícilment seguia la direcció del corrugat. Però un dels avantatges principals dels revestiments adoptats per Ford residia que, des del primer 4-AT, es va utilitzar un material anomenat Alclad, que consistia en duralumini recobert amb alumini pur anticorrosiu. A més com a mesura de precaució, el conjunt de components exteriors rebia com remat una capa de vernís, la qual cosa explica l'extraordinària longevitat d'aquests avions.
Tots els Ford tenien una porta oval d'accés al costat d'estribord del fuselatge utilitzada pel passatge, la càrrega i fins i tot els dos pilots. Aquests s'acomodaven en el 4-AT en una clàssica carlinga oberta, que comptava amb un parabrisa, amb els panells davanters inclinats cap a fora, de baix a dalt, per millorar el sector visual durant els aterratges. Els panells parabrises podien obrir-se completament en cas de volar en condicions climatològiques especialment adverses. El Model 4-AT tenia quatre seients de passatge a cada costat del passadís central i estava disponible amb un lavabo a la secció de popa. L'equipatge de mà podia dipositar-se en els típics prestatges suspesos a cada costat de la cabina, per sobre de les finestretes (com en qualsevol vagó de tren). Altres característiques poc habituals el 1926 eren la presència de frens a les rodes, que permetien la utilització d'una roda de cua en comptes del clàssic patí, i d'un sistema elèctric, la bateria del qual es recarregava per mitjà d'un generador situat en el motor de proa. Aquest sistema alimentava les llums de navegació, les llums d'aterratge (en les vores d'atac alars) i l'equip de ràdio. No obstant això, els Ford conjugaven aquests avenços amb la vella pràctica de conduir els cables de comandament de les superfícies de cua per fora del fuselatge, accionats mitjançant uns balancins que es projectaven des dels costats de la cabina de vol.
Els següents Ford van incorporar cabina de vol tancada amb parabrises practicables en vol i altres millores; a més, la seva potència instal·lada era més gran. El Model 4-AT de vuit places va entrar en servei amb la pròpia companyia aèria de Ford el 2 d'agost de 1926. El Ford Airport, situat a Dearborn, es va convertir en aquells dies en el primer del món amb pistes asfaltades i il·luminació totalment elèctrica. Posteriorment, no només es van dur a terme importants millores en les instal·lacions en terra, sinó que Ford va constituir allí una de les primeres escoles del món per a entrenament de tripulacions comercials. En 1929 es va donar per conclosa la producció del Model 4-AT, a excepció d'un únic exemplar del Model 4-AT-F.
En aquells dies existia ja el Model 5-AT, més potent i més gran, que va superar en vendes al seu antecessor. De fet, la producció del Model 5-AT va aconseguir l'any 1929 produir fins a quatre exemplars setmanals. Gràcies al motor Pratt & Whitney Wasp que es va fer servir, el Model 5-AT era un avió molt més capaç que va començar a volar a mitjans de 1928. Aquest aparell tenia una ala més gran, casada amb un fuselatge més ampli per proporcionar major espai per sota de l'ala. Els motors alars comptaven amb capós anulars Townend (i, a vegades, també el motor central), i l'estructura havia estat reforçada per permetre operacions amb pesos bruts superiors. Entre 1929 i 1931 es van construir no menys de 117 unitats, moltes de les quals tenien esquís o flotadors enlloc del tren d'aterratge i també espai per portar equipatge a les ales. La cabina principal podia ser equipada amb 17 seients, vuit a estribord i nou a babord, amb un lavabo a popa.

## Història operacional

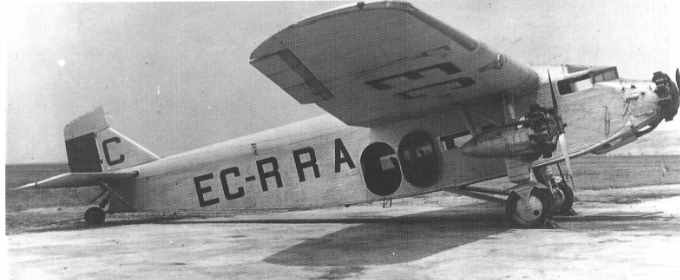
Ford 4AT-F EC-RRA de la Cia. CLASSA.

Entre 1926 i 1933 es van fabricar 198 Ford Trimotor, incloent-hi 79 unitats de la variant 4-AT i 119 de la variant 5-AT, més alguns avions experimentals. Al voltant de cent aerolínies del món van utilitzar aquest model d'avió entre elles; American, Columbia Britànica, CLASSA (d'Espanya), Colonial, Colonial Western, CMA (de Mèxic), Curtiss Flying Service, Eastern, Ford, Jefferson, Maddux, Mamer, Mohawk, NAT (National), Northwest, NYRBA (New York, Rio & Buenos Aires), Pacific, Pa American Grace, Pennsylvania, Pitcairn, Queen City (Ohio), Rapid, Robertson, SCADTA (de Colòmbia, després Avianca), SAFE (Southwest Air Fast Express), Spokane, Stout Air Services, TAT (Transcontinental Air Transport) i Universal Flyers.
A partir de 1930, els Ford van començar a aparèixer al mercat de segona mà i diversos aparells van ser exportats a Gran Bretanya, on es va triar l'aeròdrom de Ford a Sussex com a base de manteniment de tots els Ford presents a Europa. El 1934, W. S. Shackleton va enviar quatre aparells a Nova Guinea per transportar minerals juntament amb diversos Junkers, i un aparell utilitzat per la família Guinness va anar a parar el 1940 al esquadró 271º de la RAF, camuflat i amb el serial militar X5000.
Un dels primers compradors d'aquest avió va ser el propi Stout, qui havia fundat l'aerolínia Stout Air Services amb la finalitat de cobrir vols regulars des de Detroit a Chicago i altres ciutats de la regió dels Grans Llacs, però el primer client important va ser Jack Maddux, un californià relacionat amb el mercat de l'automòbil. Convençut de la capacitat dels Ford d'operar sobre les regions muntanyenques de Califòrnia i els estats veïns, i més tard un entusiasta de la seva fiabilitat tècnica, Maddux va arribar a adquirir 16 avions de diferents models per a la seva pròpia aerolínia la Maddux Air Lines.
Els Ford van volar també a les files del USAAC amb les designacions XC-3, C-3, C-3A, C-4. C-4A, C-4B i C-9 (totalitzant 13 aparells) i amb la US Navy i els Marines com XJR-1, JR-2, JR-3, RR-1, RR-2, RR-3, RR-4 i RR-5 (total: nou aparells). A més de per les Reals Forces Aèries d'Austràlia, les Reals Forces Aèries del Canadà, i la Força Aèria Colombiana.
Però les unitats que van tenir una carrera més dilatada van ser les utilitzades per aerolínies sud-americanes, principalment TACA (en aquells dies d'Hondures), que va arribar a disposar de 30 aparells, però també Avensa de Veneçuela, Varig de Brasil, Lan Xile, Aeroposta (Argentina) i Aeroperú, aquesta última fundada recentment l'any 1973.
Igual que els automòbils i tractors, els avions de Ford estaven ben dissenyats, eren relativament barats i fiables per als estàndards de la seva època però el desenvolupament ràpid de l'aviació en aquell moment (el Douglas DC-2 apareixeria el 1932), va aconseguir que Ford deixés d'interessar-se per la indústria aeronàutica. Encara que Ford no va treure profit del negoci de l'aviació, la reputació de Ford va donar suport a la credibilitat d'aquesta indústria i va ajudar amb la introducció d'aspectes de la infraestructura de l'aviació moderna, com les pistes pavimentades, els terminals de passatgers, els hangars, el correu aeri i la navegació per ràdio. El Trimotor però, no va ser l'última operació de Ford en la producció aeronàutica, ja que durant la Segona Guerra Mundial, Ford va construir la fàbrica de muntatge d'avions més gran del món on va construir bombarders B-24 sota llicència de Consolidated Aircraft.

## Variants
Ford 4-AT-A: primer model de sèrie, similar al 4-AT produïdes 14 unitats.
Ford 4-AT-B: versió apareguda el 1927, amb major envergadura i motors Wright J-5 Whirlwind de 220 cv i seients per 12 passatgers; construïts 39.
Ford 4-AT-C: com l'anterior, però el motor de proa era ara un Pratt & Whitney Wasp de 400 cv; un únic exemplar.
Ford 4-AT-D: tres avions generalment idèntics al 4-AT-B però amb diferents motors entre si, així com modificacions menors.
Ford 4-AT-I: com el 4-AT-B però amb motors J-6-9 Whirlwind de 300 cv, i canvis de detall; construïts 24; un d'ells va servir durant algun temps en la línia espanyola CLASSA, sent venut poc després.
Ford 4-AT-F: exemplar únic de 1931 amb refinaments aerodinàmics respecte a la versió anterior; segons sembla seria aquest aparell el que va servir amb les companyies CLASSA i LAPE a Espanya i durant la Guerra Civil espanyola va operar com a avió escola de polimotors a Totana (Múrcia) amb les forces aèries republicanes. El 1940 va ser cedit a IBERIA que el va utilitzar fins a novembre de 1946.
Ford 5-AT-A: nova sèrie apareguda el 1928, amb l'ala 1,17 m més llarga, 13 places i tres motors radials Pratt & Whitney Wasp de 420 cv; es van construir tres exemplars.
Ford 5-AT-B: similar a l'anterior però amb 15 seients aparegut el 1929; construïts 42 exemplars.
Ford 5-AT-C: similar al 5-AT-A però amb 17 places; construïts 48 exemplars.
Ford 5-AT-CS: versió hidro de l'anterior amb flotadors metàl·lics Edo ; un únic avió construït
Ford 5-AT-D: versió de major pes, similar al 5-AT-C, però amb l'ala muntada 0.20 m més amunt per augmentar l'altura del sostre de la cabina, motors Wasp SC de 450 cv; construïts 24 exemplars.
Ford 5-AT-DS: versió hidro de l'anterior; construït un únic exemplar.
Ford 5-AT-I: projecte amb els motors laterals instal·lats a l'ala.
Ford 6-AT-A: equivalent al model 5-AT-C però amb motors Wright J-6-9 de 300 cv; construïts tres exemplars.
Ford 6-AT-AS: versió hidro de l'anterior amb flotadors Edo; un únic exemplar construït.
Ford 7-AT-A: reconstrucció dels 6-AT-A, modificat amb un motor Pratt & Whitney Wasp de 420 cv en el morro; posteriorment va ser reconvertit a 5-AT-C.
Ford 8-AT: conversió d'un 5-AT-C en avió de càrrega monomotor (amb els motors laterals desmuntats); rebutjat per falta de potència.
Ford 9-AT: un 4-AT-B amb la nova instal·lació de tres motors Pratt & Whitney Wasp Junior de 330 cv.
Ford 11-AT: modificació d'un 4-AT-I amb tres motors dièsel Packard DR-980 de 225 cv; posteriorment reconvertit a l'estàndard 4-AT-B.
Ford 13-A: un 5-AT-D modificat amb un motor Wright Cyclone de 575 cv en el morro i dos Wright J-6-9 Whirlwind de 300 cv laterals; posteriorment reconvertit en 5-AT-D.
Ford 14-A: nou model completament diferent als anteriors aparegut el 1932; previst com cuatrimotor (Ford 10-A), però posteriorment modificat amb un Hispano-Suiza de cilindres en V i 1.100 cv sobre el fuselatge i dos Hispano-Suiza de 715 cv a les ales; podia portar 40 passatgers i l'altura del tren era regulable; al portar-lo a l'aeroport per realitzar el seu primer vol de proves es va avariar en passar una via de tren i va ser desballestat.
XB-906-1: prototip d'una versió de bombarder a partir de la modificació d'un 5-AT-C amb emmagatzematge interns i dos llocs de tir; aquest avió es va desintegrar durant un picat al setembre de 1931, morint el cap de pilots de Ford, Leroy Manning.

## Curiositats
- Standard Oil va ser el primer client executiu, mentre que l'aparell adquirit per l'empresa fabricadora de màquines d'escriure Royal Typewriter portava cal·ligrafiada en el fuselatge la llegenda: "Capacitat: 210 màquines d'escriure portàtils".
- El 4-AT amb nombre de sèrie 10 va ser construït el 1927 i va volar als Estats Units i Mèxic sota el nombre de registre C-1077 i durant alguns anys a Canadà sota el nombre de registre G-CARC. Va ser pilotat, entre d'altres, per Charles Lindbergh i Amelia Earhart, va realitzar el primer vol comercial entre Estats Units i Ciutat de Mèxic i el primer vol comercial sobre les Rocoses Canadenques.[8]
- El 1932, Franklin D. Roosevelt va volar en un Ford Trimotor durant la seva campanya presidencial. L'any 2006 existien 18 Ford Trimotor, alguns d'ells amb capacitat per volar.[9] El 1935 un Ford Trimotor que transportava al famós cantant de tangos argentí-francès, Carlos Gardel al costat de diversos dels seus músics, va xocar amb un altre avió mentre intentava enlairar-se a l'aeroport de la ciutat de Medellín, Colòmbia, incendiant-se i morint cremats gairebé tots els seus ocupants entre ells el propi Gardel.
- L'avió més curiós va ser sens dubte el Model 5-AT-11 que, després de volar amb Pan American i TACA, va ser adquirit el 1945 per la companyia mexicana TATSA (per 4.500 dòlars) i utilitzat entre Mazatlán i una petita pista situada a les profunditats d'un canó, al costat de les mines de Tayoltita (Durango, Mèxic). Amb els colors de TATSA va atresorar 5.376 hores de vol, transportant sense incident uns 65.000 passatgers i 7.390 tones de càrrega. El 1966, amb més de 23.000 hores a l'esquena, va ser adquirit per Island Airlines (de Port Clinton, Ohio), convertint-se en l'indiscutible protagonista dels vols turístics Sky Tours.
- A la pel·lícula Indiana Jones i el temple maleït, dirigida per Steven Spielberg el 1984, els tres personatges principals de la pel·lícula (Harrison Ford en el paper d'Indiana Jones, Kate Capshaw en el paper de Willie i Jonathan Ke Quan en el paper de Short Round) fugen de Shanghái al començament de la pel·lícula a bord d'un Ford Trimotor (la pel·lícula està ambientada l'any 1935).
- També apareix un Ford Trimotor a la pel·lícula Enemics públics (Public Enemies, 2009), protagonitzada per Johnny Depp en el paper del famós gangster John Dillinger.

## Operadors Civils i Militars
- Veneçuela
  - Avensa

- Austràlia
  - RAAF

- República Dominicana
  - Cos d'Aviació de l'Exèrcit Nacional Antiga FAD 1941-1949

- Canadà
  - RCAF

- Colòmbia
  - SCADTA (Avui Avianca)
  - SACO
  - Força Aèria Colombiana

- Estats Units (model C-4).

- Xile
  - LAN(model 5-AT-C)

## Especificacions tècniques i generals

### Ford Model 5-AT-B
- Tripulació: 2
- Capacitat de passatgers: 15
- Cost: 42.000 dòlars USD el 1933

#### Planta motriu
- 3 motors radials Pratt & Whitney Wasp C1 de nou cilindres de 420 CV (313 kW) cadascun.
- Combustible: 886 litres
- Consum: 173 litres/hora

#### Dimensions
- Longitud: 15,32 m
- Envergadura: 23,72 m
- Altura: 3,86 m
- Superfície alar: 77,6 m²

#### Pes
- Pes en buit: 3.560 kg
- Pes carregat: 4.590 kg
- Pes màxim a l'enlairament: 6.120 kg

#### Prestacions
- Velocitat màxima: 241 km/h
- Velocitat de creuer: 145 km/h
- Velocitat d'entrada en pèrdua: 103 km/h
- Abast màxim: 885 km
- Sostre de vol: 5.640 m
- Càrrega alar: 78,87 kg/m²
- Relació impuls-pes: 1,04
- Relació potencia a pes: 6,52 kg/kW